# Ernst Possel

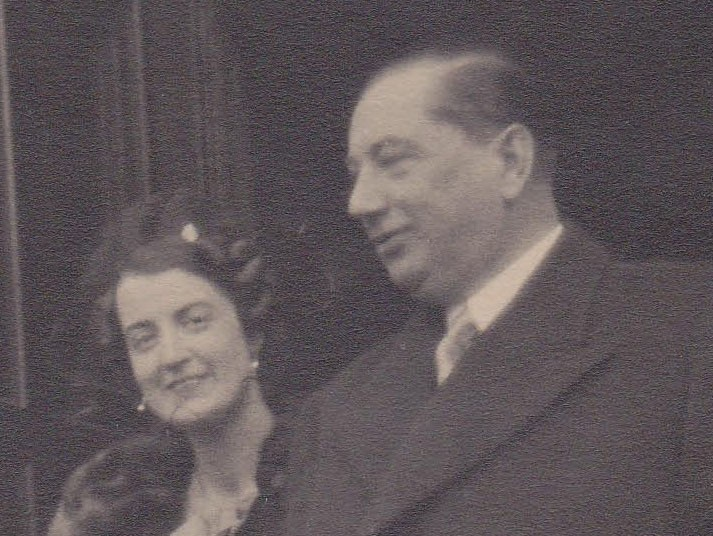
Ernst Possel mit seiner 2. Ehefrau Anneliese, ca. 1938

Ernst August Gustav Possel (* 17. September 1887 in Osnabrück; † 20. Juli 1940 in Saanen, Berner Oberland) war ein deutscher Industrieller, Mitglied im Vorläufigen Reichswirtschaftsrat und Bankier.

## Leben
Aus einer Osnabrücker Kaufmannsfamilie stammend, nahm Possel nach Beendigung der Schule in der Unterprima und kaufmännischer Ausbildung in einem Weißwarengroßhandel an Ausbildungskursen des von Wilhelm Ohr geleiteten Nationalvereins für das liberale Deutschland teil und wurde 1910 Schriftführer (Redakteur) des linksliberalen Tageblattes für Vorpommern in Greifswald. Gleichzeitig wurde er Parteisekretär der SPD in Greifswald. 1911 heiratete er die Tochter des Stadt-Musik-Direktors Käthchen Hundhammer, mit der er vier Kinder hatte.
1915 stieß er zu der Gruppe von Pazifisten, die sich um die Zeitschrift Das Forum scharten, die Wilhelm Herzog herausgab, mit dem er bis zu seinem Tod in Verbindung stand.
Von 1917 bis 1920 gehörte er nach zweijähriger Tätigkeit als Prokurist als Mitglied dem Vorstand des Reichsausschusses für pflanzliche und tierische Öle und Fette an. Im Jahre 1917 betätigte er sich als Mitglied im Verwaltungsrat der Wirtschaftsgesellschaft deutscher Ölmühlen. Zum Mitglied im Außenhandelsausschusses für Öle und Fette wurde er im Jahre 1920 ernannt. Bei der Interessengemeinschaft deutscher Ölfabriken nahm er Aufgaben als Vorsitzender wahr.
Vom 8. Juni 1922 bis zum 6. April 1933 war er Mitglied im  Vorläufigen Reichswirtschaftsrat.
Im Verein des Verbandes Deutscher Ölmühlen betätigte er sich auf Wunsch Arnold Willemsens vom 29. Mai 1922 an als Präsidialmitglied. Beim Reichsverband der Deutschen Industrie in Berlin wirkte er in der Fachgruppe für Öle und Fette als Mitglied des Vorstandes mit. Ebenso betätigte er sich bei der Reichsarbeitsgemeinschaft Öle und Fette.
Vom 9. Oktober 1929 bzw. 13. Februar 1930 (Datum der Vereidigung) bis zum 12. August 1932 war er Mitglied des Direktoriums der Preußischen Zentralgenossenschaftskasse, wo er sowohl für den Kreditverkehr mit den gewerblichen und sonstigen Geldinstituten sowie mit den ländlichen Geldanstalten als auch für den landwirtschaftlichen Warenverkehr zuständig war. Unter der Regierung von Papen wurden umgehend die ersten Direktoren aus politischen Gründen entlassen, zunächst Dr. Herbert Lauffer und Ernst Possel. Mit der anbrechenden Regierung der Nationalsozialisten endeten alle anderen Tätigkeiten Possels in Verbänden. Die meisten seiner Direktoriumskollegen wurden nun entlassen.
Ca. 1934 bis 1937 war er schließlich noch Mitglied des Vorstandes der Mitteldeutsche Kraftwerk Magdeburg AG (MIKRAMAG), die er Ende 1931 durch Vermittlung eines Kredites von einem Schweizer Bankenkonsortium mit auf den Weg gebracht hatte.
Etwa ab 1938 hielt er sich aus politischen Gründen in England und vor allem in der Schweiz auf, wo er schließlich im Hotel Gstaad Palace starb, mit dessen Direktor er freundschaftlich verbunden war.

## Vorsitzender des Aufsichtsrats
- Koch’s Ölwerke AG, Harburg-Wilhelmsburg
- Lüneburger Margarinewerk „Union“ GmbH, Lüneburg
- Margarinewerke Dr. A. Schröder, Berlin
- C. & G. Müller Speisefettfabrik AG, Berlin-Neukölln, Stettin und Königsberg
- W. Vassmel & Co. AG, Osnabrück
- Oldenburger Margarinewerke AG, Hoykenkamp
- Verkaufsgemeinschaft Deutscher Ölmühlen AG, Hamburg
- Westfälische Süßrahm-Margarinewerke Jul. Eick GmbH, Herford
- Sunlicht Gesellschaft AG, Mannheim
- Vereinigte Chemische Werke AG, Charlottenburg
- A. Motard & Co. AG, Spandau

## Mitglied im Aufsichtsrat
- Dresdner Speisefettfabrik AG, Dresden
- Vereinigte Seifenfabriken AG, Hamburg und Stuttgart
- Deutsche Genossenschafts-Hypothekenbank AG, Berlin
- Deutsche Landesbankenzentrale AG, Berlin
- Heimbank AG

## Mitglied im Vorstand
- Mitteldeutsches Kraftwerk Magdeburg AG